# سرد (ماهرو)
سرد (بالفارسية: سرد) هي قرية تقع في إيران في قسم ماهرو الریفي. يقدر عدد سكانها بـ 55 نسمة .